# Dipcadi ledermannii
Dipcadi ledermannii är en sparrisväxtart som beskrevs av Adolf Engler och Kurt Krause. Dipcadi ledermannii ingår i släktet Dipcadi och familjen sparrisväxter.
Artens utbredningsområde är Kamerun. Inga underarter finns listade i Catalogue of Life.